# 李恕 (弘治進士)
李恕（1459年—1513年），字道夫，又字行斋，号松轩，陝西富平縣人，軍籍，明朝政治人物。

## 生平
成化二十二年（1486年）丙午科陝西鄉試第六名舉人。弘治九年（1496年），登丙辰科會試第一百四十七名，三甲第一百零四名進士。十年十月授山東德平知縣，折獄明決，人不敢欺，積榖備荒，全活甚眾。十五年六月升成都府同知，正德二年（1507年）三月升四川按察司佥事，五年十一月官至贵州布政司左参议。六年正月考察免官。卒年五十五。

## 家族
曾祖李惟忠；祖父李讓；父李文政，母康氏。永感下。长子李宗桥，义官，身强力壮，臂力过人，随父在四川参战破贼寇，屡建战功。次子李宗桂，医学训科出身，乡里名医，是为孙丕扬外祖父。三子李宗枢，嘉靖癸末科进士，官拜右佥都御史巡抚河南。宗枢子李羔，嘉靖己酉科亚魁举人。